# Ab van Egmond

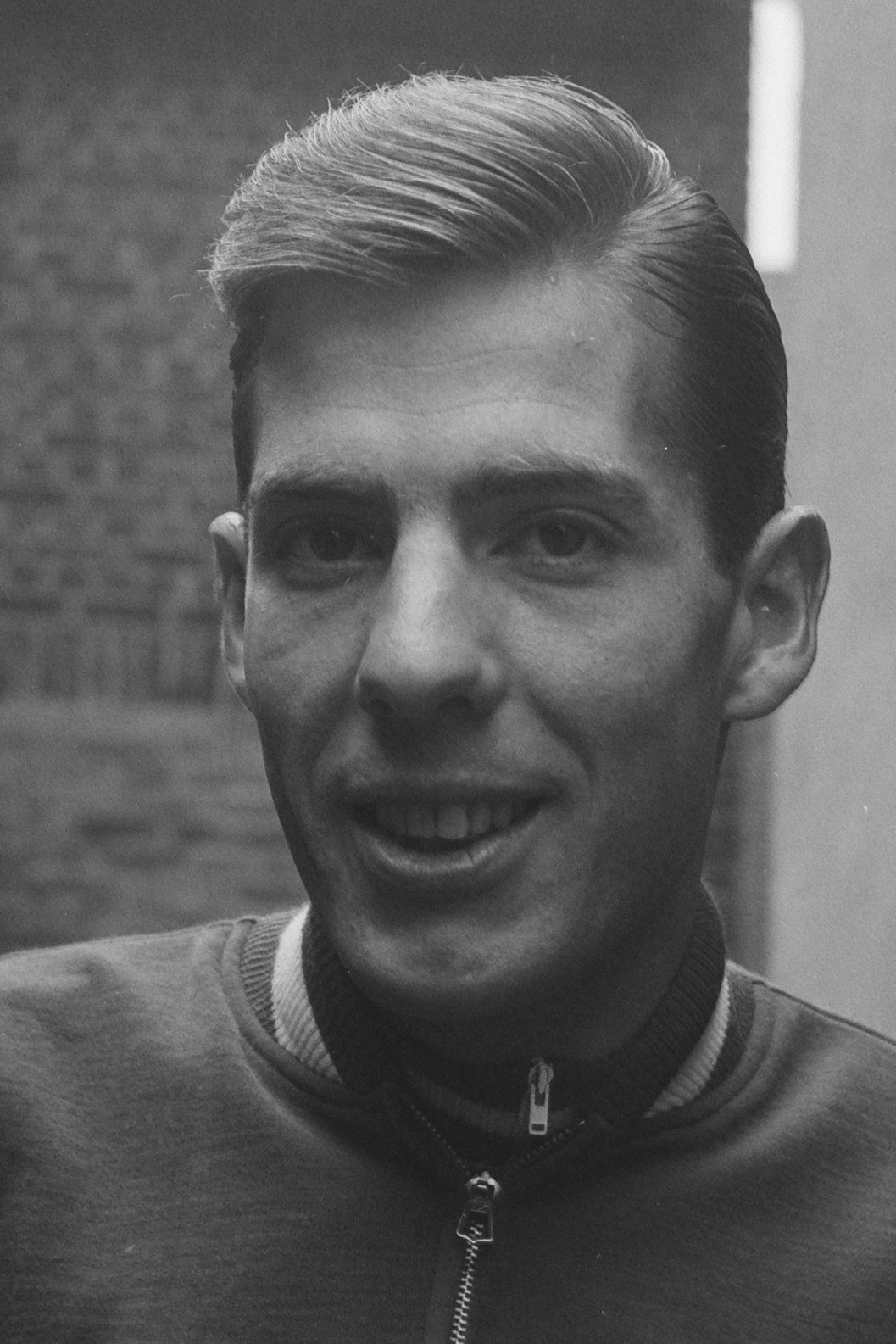
Ab van Egmond (1963)

Ab van Egmond (* 25. August 1938 in Den Haag) ist ein ehemaliger niederländischer Radrennfahrer.

## Sportliche Laufbahn
Als Amateur gewann er 1958 eine Etappe der Ronde van Zuid-Holland. Er startete in der Internationalen Friedensfahrt und beendete das Etappenrennen beim Sieg seines Landsmannes Piet Damen auf dem 18. Rang des Endklassements. Danach siegte er in der Olympia’s Tour vor Piet Steenvoorden und wurde Dritter im Grand Prix François Faber. 1960 wurde er Zweiter in der Acht van Chaam hinter Rik van Steenbergen.